# Солнечное затмение 21 июня 2020 года
Солнечное затмение 21 июня 2020 года — кольцеобразное солнечное затмение 137 сароса, которое лучше всего было видно в Африке (особенно в её восточной части) и в южной и восточной Азии.
Максимальная фаза затмения составила 0,9940 и наблюдалась на севере Индии в штате Уттаракханд, а максимальная длительность полной фазы — всего 38 секунд (ширина «кольца» была незначительной).
Это затмение являлось повторением через сарос кольцеобразного солнечного затмения 10 июня 2002 года (в районе Тихого океана). Следующее затмение данного сароса произойдёт 2 июля 2038 года (в районе Южной Америки, Атлантики и Африки).
Следующее кольцеобразное затмение состоялось 10 июня 2021 года.

## Обстоятельства видимости затмения
Полоса кольцеобразной фазы затмения началась в 04:47:45 по UTC (05:47:45 по местному времени) в Африке на территории Республики Конго. Далее, двигаясь в северо-восточном направлении, полоса прошла через территорию Демократической Республики Конго, ЦАР, Южный и Северный Судан, Эфиопию, Эритрею, затем по южной части акватории Красного моря, а далее вступила в Азию, где проследовала через территории Йемена, Саудовской Аравии и Омана, затем по акватории Оманского залива, а далее через Пакистан и север Индии. В районе Индии направление затмения изменилось на восточное. Вблизи границы Индии и Китая в точке с координатами 30°30’ с. ш. и 79°42’ в. д. в 6 ч. 39 мин. 59 с. по UTC наступила наибольшая фаза затмения. Далее полоса кольцеобразной фазы прошла через Китай и Китайскую Республику в акваторию Тихого океана, где кольцеобразная фаза завершилась в 8 ч. 32 мин. 17 с. по UTC в точке с координатами примерно 19° с. ш. и 149° в. д.
Затмение (кольцеобразное или частное) было видно в 111 странах и зависимых территориях. Для Индии и Омана это было второе подряд кольцеобразное затмение через шесть месяцев после затмения 26 декабря 2019 года.
Как частное, затмение было видно на территории почти всей Африки, на юго-востоке Европы, практически во всей Азии (кроме северной части России), в Индонезии, на севере Австралии, в северной части акватории Индийского и в западной акватории Тихого океана. На территории России наилучшие условия для наблюдений (фаза 30 % и более) были в Северо-Кавказском и Южном федеральных округах, на юге Западной Сибири и в Приморском крае, а на территории бывшего СССР — на юге Таджикистана (фаза 75 % и более).
Основные населённые пункты, где можно было наблюдать кольцеобразное затмение:
| Населённый пункт | Время UTC | Η     | Длительность |
| Бинга            | 04:48:35  | 2,9°  | 1 м 20 с     |
| Обо              | 04:50:13  | 10,0° | 1 м 16 с     |
| Румбек           | 04:51:40  | 13,8° | 1 м 11 с     |
| Лалибэла         | 05:00:10  | 26,3° | 1 м 9 с      |
| Байт-эль-Факих   | 05:06:07  | 32,4° | 1 м 5 с      |
| Курайят          | 05:39:16  | 56,4° | 0 м 48 с     |
| Суккур           | 06:07:38  | 71,7° | 0 м 42 с     |
| Сирса            | 06:26:12  | 80,0° | 0 м 32 с     |
| Курукшетра       | 06:31:46  | 81,8° | 0 м 35 с     |
| Сямынь           | 08:10:48  | 35,3° | 0 м 57 с     |
| Цзяи             | 08:14:13  | 32,2° | 1 м 0 с      |

## Фотогалерея
Кольцеобразное затмение
- Затмение в Сямыне, Китай в 16:11 (UTC+8)
- Затмение в Бэйгане[англ.], Юньлинь, Тайвань в 16:14 (UTC+8)

Частное затмение
- Ход затмения в г. Ория, Италия
- Затмение в г. Сана, Йемен в 8:09 (UTC+3)
- Затмение в Гюмри, Армения в 9:45 (UTC+4)
- Затмение в Лахоре, Пакистан в 13:54 (UTC+5)
- Затмение в Калькутте в 13:12 (UTC+5:30)
- Затмение в Иркутске в момент максимальной фазы (UTC+8)
- Затмение в г. Фукуока, Япония в 17:12 (UTC+9)